# Gare de Fuki
La gare de Fuki (富貴駅, Fuki-eki) est une gare ferroviaire du bourg de Taketoyo, dans la préfecture d'Aichi au Japon. La gare est exploitée par la compagnie Meitetsu.

## Situation ferroviaire
Gare de bifurcation, Fuki est située au point kilométrique (PK) 22,3 de la ligne Kōwa. Elle marque le point de départ de la ligne nouvelle Chita.

## Historique
La gare de Fuki a été inaugurée le 1er juillet 1932.

## Service des voyageurs

### Accueil
La gare dispose d'un bâtiment voyageurs, avec guichets, ouvert tous les jours.

### Desserte
- Ligne Kōwa :
  - voies 1 et 2 : direction Kōwa
  - voies 2 et 3 : direction Ōtagawa, Kanayama et Meitetsu Nagoya
- Ligne nouvelle Chita :
  - voies 1 et 3 : direction Utsumi